# エスター・ミューア
エスター・ミューア(Esther Muir (1903年3月11日-1995年8月1日))は、アメリカ合衆国のブロードウェイおよびハリウッド映画の女優。

## 生い立ち
ニューヨーク市アンデスにて生まれ、6人の姉妹、3人の兄弟がいた。高校生の頃、ニューヨーク市でモデルを始めた。

## 経歴

### 舞台
1922年、高校生の頃、「グリニッジ・ヴィレッジ・フォリーズ」のショーガールとなった。「アール・キャロル・ヴァニティーズ」およびガートルード・ローレンスが主演していた「インターナショナル・レヴュー」にも参加していた。1929年、『My Girl Friday!』でタイトル・ロールを演じたことで舞台女優として注目された。ロンドンでミュージカルに出演中、当時プリンス・オブ・ウェールズであったエドワード8世にダンス・パートナーとして気に入られていた。ミューアはウォリス・シンプソンと親しくなった。

### 映画
1931年、『A Dangerous Affair』で映画デビューした。1942年に娘ジャクリーンが生まれるまで映画出演を続けた。最後の出演作は『X Marks the Spot』であった。
1937年、マルクス兄弟主演の『マルクス一番乗り』に出演した。映画を基に制作された舞台版でマルクス兄弟と共に巡業した。マルクス兄弟について、作品を完璧にするために1場面の稽古を何日も何週間も続けることもある真面目な喜劇役者だと語った。ミューアは「厳しい稽古にかかわらず、ふざけた演技をして大いに笑った。人気作家たちが作ったネタよりも、マルクス兄弟のアドリブの方が面白かった。忘れられない経験となった」と語った。他に1937年の『紅薔薇行進曲』、1938年の『City Girl』、1939年の『The Girl and the Gambler』などに出演した。
ミューアは「『風と共に去りぬ』のベル・ワトリング役を得られなかったことが私の人生で残念なことであった。複数の人々が推薦してくれ、デヴィッド・O・セルズニックは脚本を送ってくれた。最高に幸せだった。彼が「あなたの作品をいくつか観て感心した。いつもあなたは強い役柄であったが愛らしさもあった。私はいつかあなたを配役したい」と言ったことを忘れられない。彼は私が大いに失望したことを感づいたでしょう」と語った。

## 私生活および死
コラムニストのウォルター・ウィンチェルの紹介によりハリウッドの映画監督で振付師のバスビー・バークレーと出会い、1929年11月、メリーランド州ボルチモアで結婚し、1931年に離婚した。1990年、ミューアは「バズ(バークレーの愛称)が子供の頃に父親を亡くし、母親は彼が結婚するまで束縛していた」と語った。「私が夫の配偶者であるのに、彼の母親は彼の給料を預かっていた。ニューヨークのパーク・アベニューのアパート、ドーバーの邸宅、ビバリーヒルズのロレッタ・ヤングの邸宅など、彼の母親の贅沢な浪費は夫の給料でまかなわれていた。ハリウッドの小さなアパートの家賃請求書と最低限の生活必需品と共に1人取り残された」。結婚生活のために仕事を辞めていたが、経済的理由で『My Girl Friday!』再演に出演を決め、離婚に至った。
1932年1月3日、俳優のレックス・リースと婚約したことを発表した。結婚式の日取りを決めないまま、離婚訴訟の最終判決を待つこととなった。
1934年11月1日、メキシコのバハ・カリフォルニア州メヒカリにて作曲家でプロデューサーのサム・コスロウと結婚した。1年後、カリフォルニア州ベンチュラでも再び結婚の近いを交わしたが、1948年、離婚した。娘のジャクリン・コスロウは女優となり、俳優のテッド・ソレルと結婚した。
ジェネラル・タイム・コーポレーション社長のリチャード・ブラウンと再婚した。
1950年代、カリフォルニア州南部の不動産を開発した。ミューアが監督したプロジェクトで400棟のトラクト・ホームを建てた。短期間急性灰白髄炎を患ったが、2年で完治した。
1995年8月1日、92歳でニューヨーク市マウント・キスコにあるノーザン・ウェストチェスター病院で亡くなった。ニューヨーク市サマーズで生活していた。

## フィルモグラフィ
- Joy Ride (1929) - エスター・スタッドベイカー (クレジット無し)
- A Dangerous Affair (1931) - ペギー
- 水兵上陸 Sailor's Luck (1933) - ミニー・ブロードハースト
- 砂上の摩天楼 Sweepings (1933) - ヴァイオレット
- Wine, Women and Song (1933) - ロリー
- The Woman Who Dared (1933) - メイ・コンプトン
- アフリカは笑ふ So This Is Africa (1933) - ジョンソン・マティーニ夫人
- 暗夜行路 I Love That Man (1933) - ベイブ(マッサージ師)
- His Weak Moment (1933 短編)
- キャバレエの鍵穴 Broadway Thru a Keyhole (1933) - コーラス・ガール (クレジット無し)
- 荒浪越えて Hell and High Water (1933) - バーニーの母
- Public Stenographer (1934) - ルシル・ウェストン(ルーシー)
- キャラバン Caravan (1934) - ビア・ガーデンのバンド・リーダー (クレジット無し)
- Unknown Blonde (1934) - ヴェイル夫人
- Picture Brides (1934) - フロ・レーン(金髪の花嫁)
- The Party's Over (1934) - ティリー (クレジット無し)
- 輝ける百合 The Gilded Lily (1935) - 離婚者 (クレジット無し)
- ロマンス乾杯 Here's to Romance (1935) - ピアニスト (クレジット無し)
- The Gay Deception (1935) - スペレックの妻 (クレジット無し)
- It Always Happens (1935 短編) - ジェーン(アンディの義理の姉妹)
- Racing Luck (1935) - エレイン・ボストウィック
- コロナアド Coronado (1935) - ホテル客 (クレジット無し)
- 巨星ジーグフェルド The Great Ziegfeld (1936) - バーレスクのプリマドンナ (クレジット無し)
- The First Baby (1936) - タフガイの彼女 (クレジット無し)
- 激怒 Fury (1936) - ラジオを聴くアパートの住人 (クレジット無し)
- A Girl's Best Years (1936 短編) - ゴールド・ディガー (クレジット無し)
- High Hat (1937) - カーメル・プレヴォスト
- マルクス一番乗り A Day at the Races (1937) - フロ(コカイン中毒者)
- 喧嘩商売 On Again-Off Again (1937) - ネッティ・ホートン
- 紅薔薇行進曲 I'll Take Romance (1937) - パンダ
- Under Suspicion (1937) - フランシス
- Love on Toast (1937) - ジュリー
- City Girl (1938) - フロ。ニコルス
- Romance in the Dark (1938) - プリマドンナ
- Battle of Broadway (1938) - オパール・アップダイク
- 三人の仲間 Three Comrades (1938) - フロウ・シュミット (クレジット無し)
- The Toy Wife (1938) - 金髪女性 (クレジット無し)
- Sunset Murder Case (1938) - ローラ・ワイン
- The Law West of Tombstone (1938) - マダム・マスタッシュ
- Western Jamboree (1938) - 侯爵夫人
- カッスル夫妻 The Story of Vernon and Irene Castle (1939) - 端役 (クレジット無し)
- The Girl and the Gambler (1939) - モッジ
- Misbehaving Husbands (1940) - グレース・ノーマン
- Stolen Paradise (1940) - エレン・ゴードン夫人
- 無法街 Honky Tonk (1941) - 娼婦 (クレジット無し)
- The Mayor of 44th Street (1942) - ヒルダ(電話交換手)
- X Marks the Spot (1942) - ボニー・バスコム (最後の出演映画)